# Arthur Foulkes
Pour les articles homonymes, voir Foulkes.
Arthur Foulkes est un homme d'État, gouverneur général des Bahamas du 14 avril 2010 au 8 juillet 2014.

## Biographie
Foulkes commence sa vie professionnelle en tant qu'opérateur de linotype dans les journaux, d'abord au quotidien Nassau Guardian, puis au journal Tribune. Il devient journaliste pour le rédacteur en chef de Tribune, Étienne Dupuch, devenant rédacteur en chef de Tribune. De 1962 à 1967, Foulkes est rédacteur en chef fondateur du Bahamian Times, journal officiel du Parti libéral progressiste, qui soutient la campagne pour le pouvoir de la majorité, puis éditorialiste pour Nassau Guardian et Tribune. 
En 1967, il est élu au Parlement et, l'année suivante, nommé au Cabinet en tant que ministre des Communications, puis en tant que ministre du Tourisme. Il est l'un des fondateurs du Mouvement national libre en 1971. Il est nommé au Sénat en 1972 et 1977, et réélu à la Chambre de l'Assemblée en 1982. En 1972, Foulkes est l'un des quatre délégués de l'opposition à la conférence sur l'indépendance des Bahamas à Londres en 1972.
En 1992, Foulkes est nommé haut-commissaire des Bahamas auprès du Royaume-Uni. Il est également ambassadeur en France, en Allemagne, en Italie, en Belgique et dans l'Union européenne, avant de devenir le premier ambassadeur des Bahamas en Chine et à Cuba en 1999. Foulkes devient gouverneur du Bahamas le 14 mai 2010 et prend sa retraite le 7 juillet 2014.